# Guillermo Ruiz Burguete
Guillermo Ruiz Burguete es un exjugador y entrenador mexicano de fútbol americano, que jugó en la NFL Europa para el equipo de Frankfurt Galaxy y en el equipo de los Vaqueros de Dallas.   
Como entrenador dirigió a los Dinos de Saltillo en su primera temporada en la LFA  y dirigió a los Galgos de Tijuana en la LFA.
Actualmente es entrenador del equipo zorros de Tijuana.

## Biografía
Comenzó a jugar fútbol americano para un equipo llamado Las Cobras en México D.F. (de ahí su apodo La Cobra en el año de 1982.[cita requerida]
Empezó su Universidad jugando para los Centinelas del Cuerpo de Guardias Presidenciales, pero terminó sus estudios becado por los Borregos Salvajes en el año de 1998.
Comenzó su carrera como profesional firmando para el Frankfurt Galaxy de Alemania en la NFL Europa, equipo con el que ganó 2 World Bowls y perdió 1 contra Berlin Thunder, equipo en el que militaba Rolando Cantú.
Posteriormente firmaría en la NFL con los Vaqueros de Dallas con quienes estuvo 2 años en su "practice squad", sin embargo el cansancio y las lesiones lo llevarían a un retiro temporal.
En el 2008 participa como jugador y entrenador con el equipo de categoría libre Aztecas de Mazatlán con el que gana el campeonato de la Asociación de Fútbol Americano de Sinaloa (AFAS). Ese mismo año el equipo cambia de nombre a Huracanes de Mazatlán para participar en la Liga Vallartense de Fútbol Arena en donde obtendrían el campeonato también de manera invicta.
En el 2009 participa nuevamente con Huracanes de Mazatlán en la AFAS en donde obtiene su tercer campeonato en la región.
Después jugaría para el equipo mexicano de Mazatleticos de la Asociación de Fútbol Americano de Sinaloa, equipo del que fue capitán.
Se retiró después de una final de la AFAS entre Culiacán y Mazatlán, después de recibir un duro golpe que, debido a su edad, lo dejó en mal estado. Este hecho causó polémica ya que el jugador fue abucheado debido a su ciudad de origen, lo cual evidenció una gran rivalidad entre la Ciudad de México y la región norte del país en el ámbito del fútbol americano.
Después de un periodo sin actividad en Sinaloa, se integra con el equipo de Pieles Rojas de Mazatlán para la temporada 2015 de Fútbol Americano Arena organizado por la OSFAT. Este equipo logra obtener el campeonato con solamente 1 partido perdido durante toda la temporada. 
En el 2016 se desempeñó como entrenador de Zorros Tijuana, de CETYS Universidad. 
En el 2017 cuando se fundaron los Dinos de Saltillo fue el entrenador principal del equipo es mismo año haría que los dinos llegaran al Tazon México II en dónde perderían ante el equipo de Mayas .
El siguiente año dejaría la LFA por un tiempo hasta volver en el 2022 como el entrenador principal de Galgos de Tijuana dónde no conseguiría ninguna victoria actualmente sigue dirigiendo a los Galgos

## Participaciones con laSelección Mexicana
| Mundial                                  | Sede     | Resultado  |
| ---------------------------------------- | -------- | ---------- |
| Copa Mundial de Fútbol Americano de 1999 | Italia   | Subcampeón |
| Copa Mundial de Fútbol Americano de 2003 | Alemania | Subcampeón |